# Zengotitagane
Zengotitagane, Zengotitagana o Zengoitxagana es una  cumbre secundaria del macizo del Oiz de 812 metros de altitud. Es la cima más oriental del Oiz y se ubica sobre el puerto de Trabakua en la IB-3340 que une Berriz con Marquina-Jeméin en Vizcaya en el País Vasco (España).
Se ubica sobre el barrio de Zengontita, perteneciente al municipio de Berriz, de donde coge el nombre (literalmente "sobre Zengotita"). Sus laderas vierten por un lado a la cuenca del Ibaizabal y por el  otro a la del Deva.
Es una loma despejada y poco prominente coronada con una cruz. La separa de la cumbre del Oiz el collado de Zengotitagana a 790 metros de altitud y del collado de Trabakua, de 402 metros, lo une al monte Urko.

## Accesos
Desde Trabakua se puede subir a la montaña por la ladera oriental denominada Belakometaburu tardando unos 45 minutos con un desnivel de 408 metros. Desde Zengotita se tarda aproximadamente una hora en cubrir los 382 metros de desnivel. Se accede por la parte sur y el collado de Zengititagana, al cual podemos llegar también desde el Oiz.